# Bun public
Bunurile publice sunt o categorie specială de bunuri (sau servicii) care respectă două principii de bază: 
- Imposibilitatea excluderii – nu se pot institui restricții cu privire la consumul acestor bunuri odată ce au fost produse.

- Principiul nonrivalității – aceste bunuri nu se epuizează pe măsură ce sunt consumate.

Aceste caracteristici privesc bunurile publice pure, cum ar fi Apărarea națională (o persoană nu poate fi exclusă din sistem și nici apărarea unei persoane nu conduce la faptul că o alta nu ar fi apărată), sau televiziunea publică, sau plajele publice sau drumurile publice. 
Totuși o mare parte a bunurilor – care sunt privite drept bunuri publice – nu satisfac în întregime ipotezele din definiție. Acestea formează bunurile publice impure (mixte) , și pot fi caracterizate de posibilitatea rivalității slabe (pe o plajă nu pot încăpea în același timp o mare mulțime de persoane, ambuteiajele de la sfârșit de săptămână la ieșirile din orașe, pe drumurile publice), obligativitatea utilizării sau absența efectului umbră – existența efectului de congestie.